# 九十 (清朝)
九十（穆麟德轉寫：gioši；18世纪?—1814年），張佳氏，满洲镶黄旗人，清朝軍事將領。
乾隆四十年（1775年），任額外前鋒校。乾隆四十五年，委前鋒參領。乾隆五十一年，加陝西提標右營游擊。乾隆五十九年，任甘肅平羅營參將。嘉慶元年，任甘肅莊浪協副將。嘉慶五年，升甘肅西寧鎮總兵。嘉慶十三年，改直隸正定鎮總兵。嘉慶十六年，任福建建寧鎮總兵。嘉庆十六年十月十六（1811年12月1日），由福建建宁镇总兵官升任廣西提督。嘉庆十九年（1814年）去世。有子經文泰。